# Raymond de Fontaines
Raymond de Fontaines est un homme politique français né le 30 mai 1859 à Foussais (Vendée) et mort le 14 novembre 1949 à Bourneau (même département). 

## Biographie
Issu d'une famille légitimiste de propriétaires vendéens, fils d'Eugène-Pierre de Fontaine et d'Alexandrine Eugénie Henriette Pineau de Sérigny, il entre à école militaire de Saint-Cyr en 1879, choisit la cavalerie et devient capitaine du 24e régiment de dragons. Après avoir quitté l'armée, il devient président de la Société hippique de l'Ouest et maire de Bourneau.
En 1885, il épouse Marguerite Sophie Amélie Möller, fille d'Edmond Daniel Henri Möller, maire de Bourneau, et de Claire Louise Pulchérie de Fontaines.
Il se lance dans la politique nationale et tente de se faire élire aux élections générales de 1898 dans la 1re circonscription de Fontenay-le-Comte, mais le député sortant Gaston Guillemet, de l'Union progressiste, remporte l'élection. Il prend sa revanche sur Guillemet aux élections de 1902 où il l'emporte dès le premier tour.
Il siège dans le groupe nouvellement créé de l'Action libérale qui rassemble les catholiques ralliés à la République sous l'égide de Jacques Piou. Il ne cautionne pour autant pas la dérive anticléricale du Parti radical : il s'oppose vigoureusement à l'action antireligieuse d'Émile Combes et en 1905, il vote contre la loi de Séparation de l’Église et de l'État.
Il est réélu aux élections législatives de 1906 contre Jules d'Auriac, ancien préfet de la Vendée, et continue à siéger dans l'Action libérale. A la Chambre, il se spécialise dans les rapports d'élections. Il fait également une intervention notable au cours de la discussion du budget du ministère de la Guerre où il traite de l'élevage du cheval de guerre, des secours aux anciens militaires et de l'affectation des hommes originaires de l'Ouest de la France.
Aux élections de 1910, il battu de 14 voix par Georges Veillat de la Gauche démocratique, mais Raymond de Fontaines ne s'avoue pas vaincu et récupère son siège aux élections de 1914. Durant cette législature, il est non inscrit et n'intervient que peu à la Chambre des députés car bien qu'il soit dégagé de toute obligation militaire, il a tenu à combattre dans la Première Guerre mondiale.
Aux élections de 1919, il figure sur la liste d'union nationale d'Armand de Baudry d'Asson, liste qui obtient la totalité des sièges de la Vendée. À la Chambre, il siège aux côtés de Baudry d'Asson dans le groupe des Indépendants de droite, un groupe parlementaire dominé par les sympathisants de l'Action française et qui ferraille pendant toute cette période pour obtenir le démantèlement de l'Allemagne, le paiement intégral des réparations de guerre et la lutte contre les menées subversives de la Confédération générale du travail. 
Il ne mène pas son mandat à terme car, élu sénateur dans une élection partielle en remplacement du conservateur Paul Le Roux, il doit quitter ses fonctions de député en 1923. Il ensuite réélu sénateur de Vendée à deux reprises en 1927 et en 1935. Au Sénat, Raymond de Fontaines travaille au sein des commissions de l'administration générale, départementale et communale, de l'enseignement, de l'armée, de l'agriculture, des travaux publics, et des mines.
Le 10 juillet 1940, il ne participe pas au vote des pleins pouvoirs au maréchal Pétain.
Après la Seconde Guerre mondiale, il quitte la vie politique et décède en 1949.

## Distinctions
- Chevalier de la Légion d'honneur

## Sources
1. 1 2 3 4 5 6 7 8  « Raymond de Fontaines », dans le Dictionnaire des parlementaires français (1889-1940), sous la direction de Jean Jolly, PUF, 1960 [détail de l’édition]
2. ↑  (en) « Portail de la laïcité », sur laicite-laligue.org (consulté le 27 mai 2023).
3. ↑  Jean Garrigues, « Le moment parlementaire de l’Action française : 1919-1924 », dans L’Action française : culture, société, politique, Presses universitaires du Septentrion, coll. « Histoire et civilisations », 10 mai 2019 (ISBN 978-2-7574-2123-9, lire en ligne), p. 243–253
4. ↑  « Raymond de Fontaines », La Documentation française, Dictionnaire des parlementaires français (1940-1958), 1988-2005 [détail des éditions]